# Zypern-Cup 2020
Der Zypern-Cup 2020 war die 13. Ausspielung des seit 2008 alljährlich ausgetragenen Frauenfußballturniers für Nationalmannschaften und fand vom 2. bis 11. März 2020 wie zuvor an verschiedenen Spielorten in der Republik Zypern statt. Wie seit 2017 wird das Turnier vom tschechischen Verband organisiert. Mit England und Kanada nahmen wie in den vier letzten Jahren die beiden Rekordsieger nicht teil. England trat wie in den Vorjahren beim SheBelieves Cup an. Kanada nahm am erstmals ausgetragenen Tournoi de France teil. Der vor Turnierbeginn in der FIFA-Weltrangliste bestplatzierte Teilnehmer war Mexiko auf Platz 26 (Stand: Dezember 2019). Erstmals nahm Kroatien teil und konnte das Turnier gewinnen. Auch diesmal nahm die Mannschaft des Gastgeberlandes nicht teil.
Spielorte waren die AEK-Arena und das GSZ-Stadion in Larnaka.

## Teilnehmer
| Land           | Rang 1 | Anmerkung       |
| -------------- | ------ | --------------- |
| Finnland (7)   | 28     |                 |
| Kroatien (0)   | 52     | erste Teilnahme |
| Mexiko (3)     | 26     |                 |
| Slowakei (2)   | 47     |                 |
| Thailand (1)   | 38     | zurückgezogen   |
| Tschechien (5) | 28     |                 |

## Das Turnier

### Gruppenphase
| Pl. | Land       | Sp. | S | U | N | Tore    | Diff. | Punkte |
| --- | ---------- | --- | - | - | - | ------- | ----- | ------ |
| 1.  | Kroatien   | 2   | 1 | 1 | 0 | 004:300 | +1    | 04     |
| 2.  | Finnland   | 3   | 1 | 1 | 1 | 007:600 | +1    | 04     |
| 3.  | Mexiko     | 3   | 0 | 3 | 0 | 003:300 | ±0    | 03     |
| 4.  | Tschechien | 2   | 0 | 2 | 0 | 001:100 | ±0    | 02     |
| 5.  | Slowakei   | 2   | 0 | 1 | 1 | 004:600 | −2    | 01     |

Da die Mannschaften aufgrund des Rückzugs von Thailand teilweise nur zwei Spiele bestritten, wurde die Rangfolge anhand der erzielten Punkte dividiert durch die Anzahl der Spiele ermittelt.
|                                                                     |   |            |           |
| 5. März 2020 um 13:00 Uhr (12:00 Uhr MEZ) in Larnaka (GSZ-Stadion)  |   |            |           |
| Kroatien                                                            | – | Mexiko     | 1:1 (1:1) |
| 5. März 2020 um 15:30 Uhr (14:30 Uhr MEZ) in Larnaka (AEK-Arena)    |   |            |           |
| Tschechien                                                          | – | Finnland   | 1:1 (0:0) |
| 8. März 2020 um 13:00 Uhr (12:00 Uhr MEZ) in Larnaka (AEK-Arena)    |   |            |           |
| Finnland                                                            | – | Kroatien   | 2:3 (2:2) |
| 8. März 2020 um 18:00 Uhr (17:00 Uhr MEZ) in Larnaka (AEK-Arena)    |   |            |           |
| Mexiko                                                              | – | Slowakei   | 2:2 (0:2) |
| 11. März 2020 um 13:00 Uhr (12:00 Uhr MEZ) in Larnaka (AEK-Arena)   |   |            |           |
| Mexiko                                                              | – | Tschechien | 0:0       |
| 11. März 2020 um 15:30 Uhr (14:30 Uhr MEZ) in Larnaka (GSZ-Stadion) |   |            |           |
| Slowakei                                                            | – | Finnland   | 2:4 (1:2) |

## Schiedsrichterinnen
- Rebecca Welsh
- Eleni Antoniou
- Ivana Projkovska
- Lucie Šulcová

## Torschützinnen
| Rang | Spielerin        | Tore |
| ---- | ---------------- | ---- |
| 1    | Ria Öling        | 2    |
|      | Kaisa Collin     | 2    |
|      | Izabela Lojna    | 2    |
|      | Patrícia Hmírová | 2    |

| Rang | Spielerin           | Tore |
| ---- | ------------------- | ---- |
| 5    | Jutta Rantala       | 1    |
|      | Linda Sällström     | 1    |
|      | Anna Westerlund     | 1    |
|      | Iva Landeka         | 1    |
|      | Ivana Rudelić       | 1    |
|      | Jimena López        | 1    |
|      | Jennifer Muñoz 1    | 1    |
|      | Mirelle Arciniega 1 | 1    |
|      | Mária Mikolajová    | 1    |

| Rang | Spielerin       | Tore |
| ---- | --------------- | ---- |
| ET   | Anna Westerlund | 2    |

## Anmerkung und Einzelnachweise
1. ↑  Auf Empfehlung des thailändischen Gesundheitsminister wegen der Corona-Virus-Epidemie wurde die Teilnahme am 24. Februar abgesagt.
2. ↑  Spielpaarung auf rezultati.hns.team
3. ↑  Spielpaarung auf tulospalvelu.palloliitto.fi
4. ↑  Spielpaarung auf tulospalvelu.palloliitto.fi
5. ↑  Spielpaarung auf futbalsfz.sk
6. ↑  Spielpaarung auf soccerdonna.de
7. ↑  Spielpaarung auf tulospalvelu.palloliitto.fi